# Рафаэл, Аллан
Аллан Мервин Рафаэл (англ. Allan Mervyn Raphael, 26 декабря 1931, Калькутта, Британская Индия — 22 октября 2018, Торонто, Канада) — канадский хоккеист (хоккей на траве), полузащитник. 

## Биография
Аллан Рафаэл родился 26 декабря 1931 года в индийском городе Калькутта.
Играл в хоккей на траве за команду из Торонто. Также занимался крикетом, сквошем, теннисом и гольфом.
В 1964 году вошёл в состав сборной Канады по хоккею на траве на Олимпийских играх в Токио, поделившей 13-14-е места. Играл на позиции нападающего, провёл 7 матчей, забил 1 мяч в ворота сборной Гонконга.
В 1976 году комментировал на телеканале CBC матчи хоккейного турнира летних Олимпийских игр в Монреале.
Работал инвестиционным консультантом, ушёл на пенсию в июне 2010 года.
Умер 22 октября 2018 года в канадском городе Торонто.

## Семья
Был младшим из девяти детей Нисама и Салли Янг. Ранее в семье родились братья Дэвид, Джош, Виктор, сёстры Розмари, Сара, Сьюзен и Пенни.
Был женат на Энн Мари Рафаэл (ур. Макиреон).

## Память
В 2017 году введён в Канадский зал славы хоккея на траве.